# کلی هانتر
کلی هانتر (به انگلیسی: Kelly Hunter) (زاده ۱۹۶۱)، بازیگر انگلیسی است.
از فیلم‌های معروف او می‌توان به بازی در فیلم الیزابت: دوران طلایی، دفاع لوژین و هنری هشتم اشاره کرد.